# Длуґа-Весь-Третя
Длуґа-Весь-Третя (пол. Długa Wieś Trzecia) — село в Польщі, у гміні Ставішин Каліського повіту Великопольського воєводства.
Населення — 141 особа (2011).
У 1975-1998 роках село належало до Каліського воєводства.

## Демографія
Демографічна структура станом на 31 березня 2011 року:
|          | Загалом | Допрацездатний вік | Працездатний вік | Постпрацездатний вік |
| -------- | ------- | ------------------ | ---------------- | -------------------- |
| Чоловіки | 74      | 14                 | 50               | 10                   |
| Жінки    | 67      | 14                 | 34               | 19                   |
| Разом    | 141     | 28                 | 84               | 29                   |